# Episodi di Dexter (seconda stagione)
La seconda stagione della serie televisiva Dexter è stata trasmessa in prima visione negli Stati Uniti d'America da Showtime dal 30 settembre al 16 dicembre 2007.
In Italia è stata trasmessa in prima visione satellitare da Fox Crime dal 16 dicembre 2008 al 3 marzo 2009, ed in chiaro da Cielo dal 20 settembre 2010.
Durante questa stagione C. S. Lee viene promosso per il cast principale mentre ne esce Erik King.
Gli antagonisti principali della stagione sono Lila Tournay e James Doakes.
| nº | Titolo originale              | Titolo italiano                  | Prima TV USA      | Prima TV Italia  |
| -- | ----------------------------- | -------------------------------- | ----------------- | ---------------- |
| 1  | It's Alive!                   | È vivo!                          | 30 settembre 2007 | 16 dicembre 2008 |
| 2  | Waiting to Exhale             | La verità torna a galla          | 7 ottobre 2007    | 23 dicembre 2008 |
| 3  | An Inconvenient Lie           | Una scomoda bugia                | 14 ottobre 2007   | 30 dicembre 2008 |
| 4  | See-Through                   | Il macellaio della baia di Miami | 21 ottobre 2007   | 6 gennaio 2009   |
| 5  | The Dark Defender             | Il vendicatore oscuro            | 28 ottobre 2007   | 13 gennaio 2009  |
| 6  | Dex, Lies & Videotape         | Dex, bugie e videotape           | 4 novembre 2007   | 20 gennaio 2009  |
| 7  | That Night, a Forest Grew     | Quella notte successe di tutto   | 11 novembre 2007  | 27 gennaio 2009  |
| 8  | Morning Comes                 | Chiudere i conti                 | 18 novembre 2007  | 3 febbraio 2009  |
| 9  | Resistance is Futile          | La resistenza è inutile          | 25 novembre 2007  | 10 febbraio 2009 |
| 10 | There's Something About Harry | Ombre sulla morte di Harry       | 2 dicembre 2007   | 17 febbraio 2009 |
| 11 | Turn Left Ahead               | Prossima svolta a sinistra       | 9 dicembre 2007   | 24 febbraio 2009 |
| 12 | The British Invasion          | L'invasione britannica           | 16 dicembre 2007  | 3 marzo 2009     |

## È vivo!
- Titolo originale: It's Alive!
- Diretto da: Tony Goldwin
- Scritto da: Daniel Cerone

### Trama
Dexter si reca al bowling, in compagnia di Angel e Masuka; il sergente Doakes, nel suo tempo libero, continua a seguirlo perché è convinto che stia nascondendo qualcosa. Quando il sergente lascia la sala da bowling, Dexter cerca di eliminare un sacerdote voodoo cieco che finge di applicare maledizioni mortali, ma in realtà avvelena la gente. Al momento di uccidere il sacerdote, il killer si blocca e lo lascia andare. Debra vive ancora a casa del fratello e non sembra avere superato del tutto la storia di Rudy: non dorme la notte e reprime il suo stato d'animo facendo molto esercizio fisico. In un flashback si vedono Dexter ed Harry al poligono di tiro in cui Dexter è eccitato perché finalmente potrà andare a caccia e sfogare i propri istinti, ma Harry gli comunica che i loro programmi sono saltati a causa del lavoro; i due discutono e parte un colpo accidentalmente. Il mattino dopo Dexter arriva a casa di Rita. Lei e i bambini si stanno preparando per andare a trovare Paul in prigione, ma prima Rita porta Dexter in camera e si spoglia; lui però è bloccato e si scusa affermando di essere sotto pressione al lavoro. Dexter in ufficio ripensa alla sera precedente e si convince che sarà ancora in grado di uccidere. All'improvviso entra Doakes e Dexter camuffa ciò che stava guardando al PC con una pagina internet di un sito porno. Questo insospettisce il sergente che sa che Dexter non ha mai visitato un sito del genere. 
Debra rientra al lavoro, ma La Guerta capisce subito che non è pronta per tornare sul campo. Il comandante manda comunque Morgan sulla scena del crimine dove un cadavere è stato ritrovato sugli scogli. La vittima è stata uccisa a colpi di machete, probabilmente da una banda criminale locale. Debra interroga le persone del posto che la riconoscono subito come la fidanzata del "killer del camion frigo", e la importunano facendole delle foto; Debra sembra avere un crollo di nervi, ma riesce a trattenersi. Intanto la madre della vittima si precipita disperata sulla scena del crimine. Dexter riesce a fermarla e lei gli dice che sa che a uccidere suo figlio è stato Little Chino, il capo di una banda di malavitosi. In seguito arriva una bambina, la sorella della vittima, il cui sguardo ricorda a Dexter il suo stesso sguardo di quando Harry lo portò via dalla scena dell'omicidio della propria famiglia. Prima di tornare in cella, Paul chiede a Rita se abbia trovato le prove che lo hanno incastrato. Rita mente, dicendo di non aver trovato la scarpa di Paul in giardino e se ne va senza dargli una risposta. Alla centrale, Dexter capisce che uccidere Little Chino è ciò che deve fare anche per ripristinare il proprio mondo. Così chiede il rapporto di Chino a Debra e sembra proprio che sia il tipo ideale per soddisfare il codice di Harry. Chino viene portato in centrale in quel momento. In un altro flashback si scopre che il colpo partito accidentalmente dall'arma non ha colpito Harry, ma che quest'ultimo ha avuto un forte spavento. Intanto, la madre della vittima è decisa a testimoniare contro Little Chino e questo impedirebbe a Dexter di attuare il suo piano. Durante l'interrogatorio di Little Chino si scopre che Eva, la madre della vittima, è un'eroinomane con dei precedenti per droga e dunque la sua testimonianza non verrebbe mai presa in considerazione in aula di tribunale. L'assassino viene quindi lasciato libero. 
Nel mezzo dell'oceano, una nave alla ricerca di un galeone scomparso, sta scandagliando il fondale alla ricerca dell'eventuale tesoro. Gli strumenti di bordo segnalano che c'è effettivamente qualcosa che riposa tra quelle acque. I sub incappano però in qualcos'altro: decine e decine di sacchi contenenti resti umani: le vittime di Dexter. Ignaro di tutto ciò, Dexter si prepara alla sua serata, chiedendo a Debra di uscire con Rita e facendo credere a Doakes di passare tutta la serata al bowling, in modo da liberarsene. Alla centrale, LaGuerta, rimasta in ufficio fino a tardi, assiste al litigio tra la comandante e il suo giovane fidanzato ed è anche costretta a sentire le confidenze della sua superiore. Rita riceve una chiamata da Paul, che la implora di aiutarlo e di cercare un'altra volta la scarpa. Rita confessa di aver trovato la scarpa, ma chiarisce che non metterà a rischio la sua relazione con Dexter a causa del suo ex marito drogato. Intanto Dexter aspetta Little Chino in un parcheggio e riesce ad addormentarlo. Lo porta nel negozio del sacerdote voodoo ma è agitato, tremante, non riesce nemmeno a prelevare la goccia di sangue da mettere nella provetta. Little Chino però si sveglia, riesce a liberarsi e scappa. Intanto Rita e Debra sono in un bar, parlando delle loro vecchie storie tormentate. Debra è ancora scossa dalla sua brutta esperienza e appena uno le si avvicina lo colpisce, rompendogli il naso. In un terzo flashback si vede Dexter adolescente in piedi sul cornicione di un palazzo. Harry lo afferra pensando che voglia suicidarsi. Il ragazzo gli spiega che lui non vuole morire, ma solo trovare un modo per potersi sentire vivo. Dexter, disperato e distrutto, va da Rita, perché per la prima volta sente il bisogno dell'appoggio di un'altra persona. La trova in lacrime in giardino perché Paul è morto durante una rissa in prigione. La donna si sente in colpa per avergli negato il proprio aiuto e piange tra le braccia di Dexter. Tornato a casa Dexter scopre che al telegiornale c'è un servizio sul ritrovamento di una trentina, per il momento, di sacchi contenenti resti umani. Debra è eccitata perché là fuori c'è un killer più spietato del Killer del camion frigo e catturarlo l'aiuterebbe a trovare un po' di pace. Dexter è senza parole, perché l'assassino che Debra cerca è proprio lui. Con la mano sul petto, Dexter sente il proprio cuore battere e, come quel giorno sul cornicione, si sente finalmente vivo.
- Guest star: Judith Scott (Tenente Esme Pasquale), Mark Pellegrino (Paul), Glenn Plummer (Jimmy), Devon Graye (Dexter adolescente), Max Gail (Guida del Banana Boat Tour).

## La verità torna a galla
- Titolo originale: Waiting To Exhale
- Diretto da: Marcos Siega
- Scritto da: Clyde Phillips

### Trama
Il passato oscuro di Dexter sta tornando a galla, a causa del ritrovamento delle sue vittime nella baia di Miami. Dexter è alla deriva. Intanto, in città hanno ormai soprannominato l'assassino che getta le proprie vittime in mare come Il Macellaio di Bay Harbor. Masuka, Angel e Dexter sono sulla scena del crimine di Eva, la madre del ragazzo ucciso da Little Chino disposta a testimoniare contro di lui, e anche lei è stata uccisa con un machete, il marchio di Little Chino. Quando Dexter vede la figlioletta della donna uccisa venire portata via da un'addetta dei servizi sociali, rivive la scena di quando Harry lo portò via dal lago di sangue in cui venne sterminata la propria famiglia. Dexter sente che deve uccidere Chino e poi penserà al ritrovamento delle sue vittime. Intanto si accorge che una macchina lo sta seguendo. Convinto che sia Little Chino, Dexter inchioda e scende dalla macchina, determinato a uccidere il proprio inseguitore. Proprio nel momento in cui sta per colpire, scopre che al volante della macchina che lo seguiva c'è il sergente Doakes, così si ferma in tempo, ma questa sua reazione non fa altro che aumentare i sospetti del poliziotto. Intanto Dexter comincia a essere un po' stanco della convivenza con la sorella Debra, che si è rivelata essere agli antipodi dell'ordine a cui lui aspira; così le cerca un'altra sistemazione, ma a quanto pare Debra non è interessata ad andare via. Astor, la figlia di Rita, chiama Dexter a causa del comportamento strano della madre, così arriva subito a casa di Rita, che sta impazzendo con l'organizzazione del funerale di Paul. I due litigano perché Rita spenderà i soldi dell'assicurazione del suo ex marito per il funerale, mentre Dexter le consiglia di risparmiarli per l'istruzione dei ragazzi e lasciare che sia la Contea a preoccuparsi del funerale. Alla centrale Debra viene esaminata a causa della rissa al bar e La Guerta è dell'opinione che debba stare per un po' lontana dal lavoro. Intanto risale a 13 il numero delle vittime identificate del "Macellaio" e anche l'FBI viene coinvolta. Frank Lundy, una sorta di celebrità del settore, verrà mandato in città per indagare sul "Macellaio" e supervisionare il lavoro della polizia locale. Nel frattempo Little Chino viene convocato in centrale per un interrogatorio. Ha però un alibi: un video che lo ritrae all'ora del delitto di Eva, seduto ad un bar mentre legge il giornale. Intanto Dexter si domanda dove lascerà il corpo di Chino una volta ucciso, visto che il suo "nascondiglio" non è più sicuro. Intanto Frank Lundy arriva alla centrale con alcuni dei suoi uomini. Lundy, in riunione con l'intero Dipartimento, spiega che non c'è alcun motivo di pensare che il Killer del camion frigo e il Macellaio siano la stessa persona in quanto gli schemi usati per uccidere le proprie vittime sono completamente diversi. Dexter decide che è arrivato il momento di Little Chino e cerca di tendergli una trappola all'uscita da una festa, ma in realtà è Chino che stava aspettando Dexter. Lui e i suoi uomini lo inseguono, ma Dexter riesce a fuggire, rifugiandosi nei condotti fognari in cui rivive un flashback: Dex e il fratello, bambini, sono nel container, immersi nel sangue. Harry entra e porta via il piccolo Dexter che urla perché non vuole lasciare il fratello maggiore.
Doakes chiede a Lundy di entrare nella sua Task Force. Lundy, pur ammettendo che il sergente è un ottimo agente, respinge la sua richiesta. Intanto Rita aspetta tutta notte Dexter davanti alla porta del suo appartamento. Ha bisogno che lui le stia accanto al funerale di Paul. Dex è riluttante, ma alla fine acconsente. Angel e Debra stanno indagando su un giro di droga e vanno nel quartiere ispanico per fare domande alla gente. Nessuno sembra però disposto a collaborare, eccetto un bambino che, dopo aver provocato Debra, viene minacciato con una pistola dalla stessa e lui spaventato le implora di non ucciderlo a patto di rivelarle dove si trova la droga. 
Intanto Dexter è in chiesa per il funerale di Paul. All'improvviso ha una visione di suo fratello, seduto lì al suo fianco. Da quando l'ha ucciso, il suo ricordo continua a perseguitarlo, e si domanda che cosa debba fare per mandarlo via. Il fratello gli dice che ciò che è successo non è stata colpa sua e che non deve vivere col senso di colpa. Dexter capisce che deve lasciare andare il ricordo di suo fratello, anche se non è così semplice.
Intanto il sergente La Guerta scopre che il suo superiore sta usando le risorse del Dipartimento per avere informazioni sul suo fidanzato. Maria le ricorda che se qualcuno dovesse venirlo a sapere, la tenente potrebbe perdere il suo amato posto.
Little Chino si reca in un vecchio edificio abbandonato armato di machete, per uccidere il ragazzino che ha confessato tutto a Debra e ha così incastrato tutta la banda di Chino. Sul montacarichi però trova una sorpresa: Dexter nelle sue vesti da vigilante, che riesce ad addormentarlo e a caricarlo nel baule della propria auto. Stavolta Dexter prende tutte le precauzioni del caso, affinché Chino non riesca di nuovo a scappare. Attorno a Chino, sdraiato e legato su un bancone, mette le foto di tutte le sue vittime e della bambina a cui ha ucciso la madre e il fratello. Chino si rende conto di avere a che fare con una sorta di giustiziere che intende fargliela pagare non solo per tutte le persone innocenti che ha ucciso in passato ma in particolare per aver distrutto la famiglia e l'innocenza della bimba a cui ha ucciso il fratello e la madre. Il criminale terrorizzato e impaurito per la prima volta realizzando che Dexter lo ucciderà lo implora affermando che non ha ucciso quella bambina ma Dexter è irremovibile affermando che anche se non ha ucciso quella bambina l'ha comunque traumatizzata portandole via tutto quello che gli era più caro. Questa volta Dexter riesce a ucciderlo, ma i suoi problemi non sono del tutto risolti: ora deve trovare un posto più sicuro in cui sbarazzarsi delle sue vittime. La soluzione ideale è nel tratto di oceano attraversato dalla Corrente del Golfo: in questo modo in poche ore i corpi attraverserebbero ben 5 Stati diversi, fino a poi perdersi nell'immensità dell'Atlantico. Mentre è intento a gettare i resti di Little Chino nell'Oceano, Rita lo chiama e lo invita da lei. Una volta a casa di Rita, che gli fa vedere la scarpa di Paul che ha trovato in giardino, lei racconta a Dexter la tesi sostenuta da Paul a sua discolpa. Dexter inizialmente nega ma capisce che Rita sembra credere alla storia di Paul, così confessa di aver colpito Paul per proteggere lei e i bambini e di aver agito d'impulso. A questo punto Rita si chiede dove Dexter abbia preso la droga. Lui risponde di averla presa dal magazzino della centrale di polizia. Rita si insospettisce: prima Dex dice di aver agito d'impulso, poi però dice di aver rubato la droga dal deposito prove della polizia. Così sembrerebbe che Dexter avesse pianificato di incastrare Paul. Ma Rita, fortunatamente per Dex, giunge alla conclusione sbagliata: crede che Dexter sia un drogato. Lui coglie la palla al balzo e dice di avere una dipendenza, facendole credere di essere un tossicodipendente. Rita, inaspettatamente, lo abbraccia e gli dice che farà di tutto per aiutarlo a disintossicarsi standogli sempre vicino.
A casa, Debra dice a Dexter di essere pronta per tornare a vivere da sola, così lui potrà finalmente vivere in pace. Dexter le dice che non deve farlo per forza e i due si abbracciano.
Alla fine Dexter capisce che deve dire addio al ricordo del fratello per tornare a essere del tutto quello che era. Così getta in mare la testa della bambolina che il fratello gli aveva fatto trovare nel frigo di casa e mentre osserva la testa affondare, all'improvviso ha un'altra visione del fratello che esce dall'acqua e gli afferra il braccio. Finalmente Dex si decide a lasciarlo andare, si libera della presa e vede la visione perdersi nelle profondità dell'oceano.
- Guest star: Geoff Pierson (Capt. Tom M), Christian Camargo (Brian Moser), Judith Scott (Ten. Esme Pasquale), Keith Carradine (Agente Speciale Frank Lundy).

## Una scomoda bugia
- Titolo originale: An Inconveniente Lie
- Diretto da: Tony Goldwyn
- Scritto da: Melissa Rosenberg

### Trama
Dexter mantiene la promessa fatta a Rita e va agli incontri per i tossicodipendenti, dove nota Lila Turney, una ragazza molto attraente che sembra adocchiarlo. Ma, stanco di sentire la stessa patetica storia per l'ennesima volta, se ne va e dice a Rita di non aver bisogno di seguire questa terapia. Rita non vuole che Dexter abbandoni gli incontri, così lo minaccia di mettere fine alla loro relazione se lui non frequenterà il programma. 
Intanto Dexter nota che Doakes lo sta ancora seguendo. Quando Dexter arriva alla sezione omicidi, trova il piano pieno di gente, cioè i familiari delle persone scomparse. Pascal ha parlato con un giornalista del caso del Macellaio di Bay Harbor e ha detto che tutti i familiari preoccupati avrebbero potuto contattarla alla centrale Miami Metro. Pessima idea, ma la Pascal è ancora troppo distratta dai suoi problemi personali. Dexter pensa che nessuna delle persone che si trovano alla Centrale sia collegata a qualcuno dei suoi "pochi eletti". Lundy sceglie Masuka, Angel e Debra come membri per la sua task force.
Dexter è sicuro che la polizia non sarà in grado di risalire a lui, poiché ha seguito fedelmente il codice di Harry e le sue misure preventive, ma non è eccitato all'idea che Debra gli stia dando la caccia. Lundy si riunisce con la sua nuova task force e dice loro che il primo compito sarà identificare le vittime. Debra, Angel e ad altri due agenti si occupano di interrogare i familiari delle vittime mentre gli altri controllano i casi irrisolti, le cartelle delle persone scomparse e i registri del DNA e delle impronte.
Dexter, intanto, va alla ricerca della sua prossima vittima. Scopre che qualcuno ha ucciso violentemente due giovani donne un mese prima e un venditore d'auto ha controllato gli estratti conto di entrambe le donne prima degli omicidi, ma nessuna delle due ha comprato una macchina da lui. Ecco perché questa cosa è passata inosservata. L'impiegato che ha richiesto l'estratto conto si chiamava Roger Hicks. Tutto ciò di cui Dexter ha bisogno è un campione di DNA per incastrarlo, così si reca da lui con la scusa di comprare un'auto. Mentre Roger mostra le macchine a Dexter, lui trova il modo di appropriarsi del suo bicchiere di caffè che sfortunatamente butta via. Tuttavia nota un pettine fuoriuscire dalla sua tasca, altrettanto ottimo come prova, così coglie l'opportunità di rubarglielo. Dexter in realtà sembra molto interessato al minivan e soprattutto al baule, che è ampio abbastanza da contenere la carcassa di un cervo e i finestrini oscurati impediscono a chiunque di guardare che cosa c'è all'interno. Roger alla fine riesce a vendere la macchina a Dexter. 
Una volta in laboratorio Dexter scopre che Roger in realtà porta una parrucca, quindi ha bisogno di qualcos'altro per ottenere un campione di DNA. Masuka comunica a Dexter che è stato inserito nella task force per aiutarlo a indagare sulle sue vittime, così approfitta dell'occasione sperando di trovare un modo per deviare le indagini. 
Quando Dexter esce dal lavoro, torna agli incontri dei tossicodipendenti per fare un altro tentativo, prende la sua spilla del nuovo arrivato e sfrutta i suoi 3 minuti di presentazione mentendo sulla sua identità, facendosi chiamare Bob, e inscenando una convincente storia sulla sua tossicodipendenza. Lila si avvicina a Dexter fingendosi incuriosita dalla sua storia per attaccar bottone e alla fine dell'incontro lo invita a prendere una tazza di caffè. Lei sa che ha mentito ed è rimasta impressionata dalla messa in scena dell'incontro. La sua dipendenza e quella di Dexter hanno molti punti in comune e sembra che lei sia in grado di vedere nella sua mente e di capire il suo Passeggero Oscuro. Dexter si allontana da Lila; ritiene che, visto che lei è riuscita a riconoscere i suoi demoni, allora anche gli altri membri saranno sicuramente in grado di farlo. Così va da Rita per dirle che non ci tornerà più e giura che riuscirà a uscirne da solo. Rita teme il contrario e lo manda via.
Dexter torna dal venditore d'auto per discutere sul prolungamento della garanzia e nell'ufficio di Roger trova un fazzoletto e un mozzicone di sigaretta, elementi più che sufficienti per un campione di DNA. Intanto una delle altre clienti di Roger entra nell'ufficio e Dexter pensa sia la prossima vittima di Roger. LaGuerta va nell'ufficio della Pascal, trovandola alle prese con i litigi con il suo fidanzato e l'aiuta a coprirla quando alla stazione di polizia si presenta il suo fidanzato.
Nel frattempo Dexter scopre che il DNA di Roger coincide con lo sperma trovato sul luogo del delitto, ed è preoccupato per il destino della terza vittima. Debra è ancora alle prese con gli interrogatori ai familiari delle vittime e non si trova del tutto a suo agio, così chiede ad Angel di aiutarla visto che una donna, parente di una persona scomparsa, parla solo spagnolo. Debra però non resiste e scappa via. Chiede di nuovo a Lundy di essere tolta dalla task force, ma lui non riesce a capire come mai lei voglia tirarsi fuori dal caso siccome ha scelto lei perché è sopravvissuta all'assassino del camion frigo e quindi può usare la sua esperienza per catturare qualcuno molto più pericoloso, anche se deve smetterla di fuggire via. Le dice di continuare gli interrogatori fino alla fine del giorno e poi, se vorrà, potrà andarsene. Dexter dice a Vince che i campioni di midollo non hanno dato alcun risultato. Vince chiede a Dexter di portare alcune impronte dentarie al tendone, illudendosi di scoprire qualcosa almeno con quelle. Il capitano parla a LaGuerta di Pascal e della sua recente conferenza stampa, oltre che del suo strano comportamento. Le dà la perfetta occasione per rubarle la poltrona, ma lei si rifiuta di confermare le voci che girano sulla Pascal.
Intanto Doakes sospetta che Dexter sia in qualche modo collegato all'assassino del camion frigo e continua a minacciarlo dicendo che prima o poi scoprirà il suo segreto. Per evitare che Doakes continui a inseguirlo, Dexter buca la ruota della sua auto e va a far visita a Roger, visto che hanno delle questioni in sospeso. Dexter gli sbatte in faccia tutte le menzogne che Roger racconta alla gente e poi gli avvolge un filo da pesca attorno al collo fino a fargli perdere i sensi e lo porta nella casa della sua seconda vittima, legato, imbavagliato e con un taglio sulla guancia, e lì gli conficca il pugnale nel cuore.
Dexter ritorna agli incontri per i tossicodipendenti, questa volta presentandosi col suo vero nome. Condivide con gli altri la storia del Passeggero Oscuro e ammette che finalmente sta iniziando a sentirsi legato con qualcuno e che la sua maschera sta scivolando via dal suo volto. Alla fine della sua confessione Lila è contenta che lui abbia detto la verità e si offre di fargli da sponsor. Poco dopo Dexter scopre che in fondo alla stanza c'è anche Doakes, che sembra contento di avere finalmente scoperto il segreto di Dexter, che naturalmente gli fa credere di essere un tossicodipendente, sperando che adesso Doakes gli starà alla larga. Debra scopre che due persone scomparse avevano precedenti penali, e non sa se sia una coincidenza. Lundy le chiede quindi di controllare il DNA nel database dei criminali, pensando che Debra voglia restare a lavorare sul caso. Dexter va da Rita e le racconta della sua esperienza positiva all'incontro. È sollevato. I due si baciano e fanno pace. Il giorno dopo, Rita accompagna Dexter all'incontro e lui le indica il suo nuovo sponsor. È Lila. Rita non pare molto felice di questo nuovo sviluppo e una maschera di gelosia cala sul suo volto.
- Guest star: Geoff Pierson (Capitano Tom Matthews), Judith Scott (Tenente Esme Pascal), Don McManus (Roger Hicks), Jaime Murray (Lila Tournay), Keith Carradine (Agente Speciale Frank Lundy).

## Il macellaio della baia di Miami
- Titolo originale: See-Through
- Diretto da: Nick Gomez
- Scritto da: Scott Buck

### Trama
C'è una grandissima ondata di caldo a Miami e anche Dexter sembra soffrirlo. Rita intanto attende la visita di sua madre che non vede da tantissimo tempo perché non andava molto d'accordo con Paul. Cody, il figlio di Rita, sta avendo degli incubi sul Macellaio di Bay Harbor, ma Dexter lo tranquillizza dicendogli che il Macellaio non gli farebbe mai del male. Rita spera che il Macellaio venga catturato, ma Dexter cambia discorso con la scusa di dover andare al lavoro. Lundy annuncia che tutte le 18 vittime del Macellaio sono state identificate e che 13 di loro avevano precedenti penali, tutte accusate o sospettate di omicidio, ed ha quindi il suo schema, ma non è sicuro di ciò che significhi. Il capitano vuole rilasciare una dichiarazione, per placare la paura della gente, in cui si spieghi che il Macellaio colpisce solo la feccia della società, ma Lundy vuole tenere l'unica pista che hanno ancora segreta. Il capitano fa di testa sua e decide di rilasciare il messaggio. Masuka dice a Dexter di avere un enorme indizio sul caso e cerca di indagare per capire cosa ha scoperto. 
Nel frattempo però va da Lila alla ricerca di conforto. Arrivato a casa di Lila nota molte opere d'arte. La ragazza dice di essere una scultrice e chiede a Dexter di accompagnarla ad andare a prendere la fornitura necessaria per il suo lavoro: in realtà ruba le prime cose di metallo che vede per strada o nei giardini di case private. Dexter confessa a Lila di sentirsi sotto pressione al lavoro e ha bisogno di un consiglio per aiutarlo in questa emergenza. Lila gli dice che il primo passo verso la guarigione è accettare sé stessi e non semplicemente ammettere di avere un problema, così cerca di convincerlo a rivelarle i suoi segreti. Dexter riceve in tempo una chiamata e deve correre su una scena del crimine.
La vittima è una donna uccisa da un colpo di arma da fuoco dal marito, ma Dexter sembra più interessato a discutere sul caso del Macellaio con La Guerta che di occuparsi del nuovo caso. Doakes chiede a Dexter di concentrarsi. Dexter nota che la vittima è stata colpita due volte al petto e una alla testa, un metodo che Doakes ha riconosciuto. Scoprono così che il marito della vittima faceva parte dei reparti speciali dell'esercito. Il caso sembra essere chiuso.
Lundy porta Angel, Debra e gli altri detective della task force nell'obitorio temporaneo e chiede loro di scoprire cosa abbiano fatto le ultime 5 vittime del Macellaio, quelle senza apparenti precedenti penali. Doakes dice a LaGuerta che il marito che ha sparato alla moglie è ancora in città, da quanto gli è stato riferito da un compagno delle forze speciali. LaGuerta sembra davvero sorpresa che Doakes abbia un amico. L'informatore e l'assassino erano nella stessa divisione dell'esercito. La Pascal chiama Dexter nel suo ufficio e gli dà una camicia del suo fidanzato sulla quale vuole che Dexter faccia dei test sull'odore, ma lui essendo un esperto del sangue le consiglia di rivolgersi a Masuka, anche per tenerlo il più distratto possibile dal caso del Macellaio. 
Dexter va a cena da Rita e ad attenderlo c'è anche Gail, la madre della donna, che non vede di buon occhio il nuovo fidanzato della figlia e pensa che nasconda qualcosa.
Intanto Debra va in palestra e cerca di attaccare bottone con Gabriel, il ragazzo che voleva aiutarla nella boxe qualche settimana prima. Debra riesce a ottenere un appuntamento, ma in realtà le cose si spingono un po' oltre. Debra lo ammanetta al letto per sentirsi al sicuro dopo l'esperienza del suo ex, ma Dexter tornando a casa sente dei rumori dalla camera da letto che lo disturbano e pensando di trovare Debra sul tapis roulan entra di scatto nella stanza sorprendendola in una posizione compromettente.
La mattina dopo, Debra rivela a Dexter che hanno trovato delle alghe nei sacchi delle vittime che potrebbero portare al molo in cui il killer tiene la sua barca, e lui comincia a preoccuparsi del fatto che potrebbe avere tralasciato qualcosa che lo conduca a lui. Doakes ha organizzato un incontro con Barnes, il sospetto assassino che fa parte dei corpi speciali, e va da lui da solo, senza rinforzi, cosa che preoccupa La Guerta. Barnes ammette di aver ucciso la moglie e mentre Doakes sta per arrestarlo lui gli punta la pistola contro, ma il poliziotto risponde all'attacco sparandogli un colpo, uccidendolo.
Dexter viene a sapere da Masuka che un esperto di biologia marina passerà a prendere un campione dalle pietre trovate nei sacchi e che probabilmente smaschereranno il killer. La Pascal torna da Masuka e gli chiede della camicetta, ma lui le risponde di non aver trovato nessun odore e la donna ha un attacco di ira. 
Mentre Dexter pranza con Lila, ha difficoltà ad aprirsi con lei e pensa che sia meglio farla finita tra di loro. All'improvviso ha un flashback di un test psicologico che ha fatto da ragazzo. Harry gli disse di rispondere alle domande con l'opposto di ciò che pensava davvero. 

Dexter e Lila

Lila crede che non sia nel migliore interesse per lui lasciarla come sponsor e cerca di convincerlo che ha bisogno del suo aiuto. Dexter le chiede se pensa che nessuno sia malvagio e poi si offre di mostrarle il "male" portandola nell'obitorio, dove è sorpreso nel vederla affascinata da quei cadaveri e capisce che anche Lila è come lui. Dexter è sorpreso che Lila sia in grado di vedere oltre la sua maschera (proprio come faceva Harry), così decide di tenerla come sponsor e lei lo saluta baciandolo sulle labbra.
Angel non si arrende con la moglie della vittima del Macellaio e va a casa sua per scusarsi. Non avrebbe mai dovuto scaricare lo stress del caso su di lei. La moglie alla fine confessa che suo marito teneva delle armi nascoste. La tattica di Angel sembra avere portato i suoi frutti. Intanto Dexter, turbato dal fatto che sui cadaveri ci possano essere le sue impronte, trova un modo per deviare le indagini: irrompe nel suo posto di lavoro e rompe il tubo che immette l'aria refrigerata nel tendone, facendolo passare come un incidente. I media cominciano a chiedersi se il Macellaio di Bay Harbor sia davvero un "cattivo" oppure una specie di eroe giustiziere. Mentre La Guerta sta guardando il notiziario a letto con il fidanzato della Pascal, lei gli dice che non possono più stare insieme e hanno una discussione.
Dexter confessa a Rita che vuole tenere Lila come sponsor perché è capace di aiutarlo, anche se lei non sembra esserne molto felice. Il biologo marino arriva all'obitorio e scopre i cadaveri praticamente decomposti per il caldo e quindi senza più tracce di alghe. Ma quando sembra che la fortuna sia a favore di Dexter, interviene Masuka che dice di avere le pietre usate come zavorra per fare affondare i corpi, così è possibile recuperare ancora delle tracce di alghe.
- Guest star: Geoff Pierson (Capitano Tom Matthews), JoBeth Williams (Gail Brandon), Judith Scott (Tenente Esme Pascal), Dominic Janes (Giovane Dexter), John Marshall Jones (Curtis Barnes), Bertila Damas (Vedova Soto), Albie Selznick (Psichiatra), Jaime Murray (Lila Tournay), Keith Carradine (Agente Speciale Frank Lundy).

## Il vendicatore oscuro
- Titolo originale: The Dark Defender
- Diretto da: Keith Gordon
- Scritto da: Tim Schlattmann

### Trama
Dexter, mentre aspetta in coda per un caffè, sente dire dai passanti che il Macellaio merita una medaglia per togliere dalla strada dei pericolosi criminali. 
Poco dopo si ritrova su una nuova scena del crimine: un negozio di fumetti. Dexter pensa di non essersi mai immedesimato in un supereroe, anche se sembra avere molto in comune con uno di essi: un passato tragico, identità segreta, in parte umano in parte mutante, arcinemici. La vittima era un impiegato del negozio; siccome non c'era del denaro mancante nel negozio, viene subito esclusa l'ipotesi di una rapina, e LaGuerta pensa che il crimine sia avvenuto per ragioni personali. Dexter trova un'ampolla di vetro sporca di sangue che lo induce a pensare che sia l'arma del delitto, e poi nota un poster sul muro di "The Dark Defender", il fumetto scritto dalla vittima ispirandosi al Macellaio di Bay Harbor, da cui Dexter rimane affascinato dall'illustrazione (che in un certo senso gli assomiglia).
Lila e Dexter si incontrano ai Tossicodipendenti Anonimi, e mentre ascoltano il discorso di un membro, Dexter si addormenta e sogna che lui, vestito da The Dark Defender, salva se stesso da bambino e sua madre dagli uomini che l'hanno uccisa. Lila chiede a Dexter del sogno e lui le dice dell'omicidio di sua madre, una cosa che non aveva mai detto a nessuno prima d'ora. Lila pensa che l'omicidio di sua madre sia alla base della sua dipendenza e gli consiglia di mettersi alla ricerca degli assassini per affrontarli. Dexter ha bisogno di trovarli per poter chiudere il cerchio e iniziare il processo di guarigione per stare finalmente meglio.
Nel frattempo Debra, ossessionata dal fatto che il suo nuovo fidanzato possa nascondere qualcosa, si mette a curiosare nell'appartamento di Gabriel, ma lui la sorprende e lei si scusa raccontandogli la sua orrenda esperienza con l'assassino del Camion Frigo. Gabriel le confessa di non averne mai sentito parlare essendo stato per mesi fuori dal Paese e la fa sentire al sicuro.
A casa di Rita, Dexter si ritrova da solo con Gail, che gli dice di aver scoperto il suo segreto, visto che ha trovato i moduli dei Tossicodipendenti Anonimi nel cassetto della figlia, così intima a Dexter di allontanarsi dalla famiglia.
Nel frattempo si scopre che i risultati sulle alghe hanno dato esiti positivi. Le rocce provengono da tre moli, uno dei quali è proprio dove Dexter tiene la sua barca.
Intanto Dexter scopre chi erano gli assassini di sua madre. Uno è morto, uno è in galera con l'ergastolo, e l'ultimo, Santos Jiminez, è in libertà. Inoltre scopre delle registrazioni, che riguardano il caso dei tre delinquenti, in cui Harry stava interrogando sua madre che testimoniava contro gli spacciatori e temeva di essere uccisa. Dexter capisce che Harry conosceva sua madre.
Doakes trova il sospettato del caso di omicidio nel negozio di fumetti. A quanto pare la vittima era un blogger coinvolto in una guerra virtuale con un tipo il cui nickname è "Corndude". LaGuerta dice a Doakes che il procuratore ha firmato e acconsentito che Doakes rimanga in servizio e che non ci saranno accuse contro di lui per avere ucciso Barnes la settimana prima. Doakes sembra ignorarla e lei gli suggerisce di andare da uno psicologo, consiglio che Doakes rifiuta. LaGuerta manda degli agenti ad appostarsi a casa di Corndude e lei e Doakes si appostano fuori dal luogo in cui lavora.
Lila viene a sapere da Dexter che Jiminez, uno degli assassini della madre, è in libertà e gestisce un bar a Naples, così gli consiglia di affrontare Jiminez quella notte stessa. Dexter accetta. 
Mentre Debra e Lundy stanno controllando il molo, lui sembra essere più preoccupato dei suoi piedi gonfi e del pranzo, così si ferma a mangiare un tramezzino coi piedi in ammollo e convince una Debra bacchettona a unirsi a lui. Entrambi notano che nel molo c'è mancanza di sicurezza così Lundy decide di installare delle telecamere per sorvegliare il posto al fine di beccare il Macellaio.
Dexter si prende una giornata libera per andare a Naples con Lila all'insaputa di tutti. Una volta arrivato al bar di Jimenez, aspetta fino all'orario di chiusura per affrontare l'assassino: si sfoga con lui e lo mette KO con una mazza da baseball fino a quando non confessa di aver ucciso la madre perché era una spia e aveva una relazione con un poliziotto, e Dexter pensa che il poliziotto sia Harry. Preso dallo sconforto torna nella stanza d'albergo dove lo aspetta Lila pronta a consolarlo.
Mentre Doakes e LaGuerta sono appostati, si scopre che un tempo avevano una relazione. Una volta localizzato il veicolo del sospetto LaGuerta vuole muoversi assieme a Doakes per arrestarlo, ma lui si arrabbia e le dice di rimanere al suo posto. In realtà la donna è preoccupata per il fatto che il suo collega abbia il grilletto facile e che se farà fuori un'altra vittima potrebbe rischiare il posto di lavoro.
Mentre Gabriel sta facendo la doccia, Debra nota che il ragazzo ha lasciato il PC acceso e ne approfitta per curiosare tra le sue mail, e quando scopre che sta scrivendo un libro dal titolo "La Principessa di Ghiaccio" si arrabbia con lui perché pensa sia la storia del killer del camion frigo. Solo quando si reca in centrale viene a sapere da Lundy che Gabriel scrive libri per bambini e le consiglia di smetterla di farsi inutili paranoie, così la ragazza torna da Gabriel e gli chiede scusa. 
Dexter si sveglia abbracciato a Lila e quest'ultima comincia a raccontare di come è entrata nel programma. La ragazza dice che faceva uso di molte droghe e che il suo ragazzo era il suo spacciatore. Lui l'ha mollata e una sera lei, in preda alla rabbia, ha raso al suolo casa sua. Sfortunatamente, era svenuto all'interno ed è morto. L'incendio fu attribuito alle droghe, ma l'uomo è morto per colpa di Lila e ciò l'ha spinta ad andare al suo primo incontro.
Dexter torna da Rita che è dispiaciuta dal comportamento che sua madre ha avuto nei suoi confronti e ha intenzione di metterla alle strette per mandarla via. Ma Gail ha intenzione di restare a Miami per proteggere Rita e i bambini. Dexter viene a sapere delle indagini che la polizia sta facendo al molo dove tiene la sua barca e, per evitare di essere scoperto, con l'ausilio di una luce ultravioletta e un solvente pulisce la sua barca per assicurarsi che non ci siano macchie di sangue. Proprio quando inizia a immaginare una vita senza più segreti, si vede che è appena stato ripreso dalla neo-installata telecamera di sorveglianza del porto.
- Guest star: JoBeth Williams (Gail Brandon), Tony Amendola (Santos Jimenez), Jaime Murray (Lila Tournay), Keith Carradine (Agente Speciale Frank Lundy).

## Dex, bugie e videotape
- Titolo originale: Dex, Lies & Videotape
- Diretto da: Nick Gomez
- Scritto da: Lauren Gussis

### Trama
Dexter sta ancora riascoltando il nastro dell'interrogatorio di Harry a sua madre, dal quale traspare il sospetto che i due avessero una relazione, cosa che Dexter non prende molto bene. Si chiede se Harry si fosse sentito in colpa per la morte di sua madre o se la stesse solo usando (così come avrebbe fatto con lui in seguito). Intanto Deb e Doakes chiacchierano alla macchina del caffè. Doakes nota che Dexter ha un aspetto orribile e chiede a Deb se per caso il fratello non sia ricaduto nel tunnel della droga. Deb la prende sul ridere e dice che è impossibile che Dexter sia un drogato, in quanto non ha nemmeno mai fumato una sigaretta in vita sua. Doakes rimane spiazzato e pensa che la tossicodipendenza sia una scusa per nascondere qualcosa di ancora più grande, cosa che lo ossessiona sempre di più. Lundy riunisce il proprio team. Sembra esserci una svolta nel caso del Macellaio di Bay Harbor, in quanto un uomo dice di essere stato in grado di sfuggire all'assassino e coinvolge anche Dexter a lavorare al caso poiché dicono che lui sia piuttosto bravo a smascherare i serial killer. Il coinvolgimento di Dexter al caso fa ingelosire Deb che si sente messa in secondo piano.
Sulla scena del crimine, in un container abbandonato, Lundy sta interrogando la "vittima", che è stata in grado di liberarsi dall'assassino. Dexter ispeziona il container alla ricerca di prove e scopre che il killer in questione non è altro che un imitatore "dilettante" del Macellaio poiché vi ha lasciato delle armi all'interno. Lundy e Deb indagano sulla vittima. È un criminale, condannato per furti domestici e aggressioni, ma non è un assassino. Dexter viene a sapere da Lundy che di recente sono state installate le telecamere al molo ed è piuttosto preoccupato visto che ha ripulito la propria barca proprio qualche giorno prima, fortunatamente però per problemi tecnici, nessuno ha visto ancora le registrazioni, anche se il problema dovrebbe essere risolto entro la nottata.
Gail cerca di conoscere meglio Dexter e lo invita a cena proponendogli di portare anche Lila, che tra una parola e l'altra si fa quasi scappare il segreto sulla madre di Dexter lasciando Rita basita. Poco dopo Dexter e Rita si vedono a casa di lui e mentre stanno per avere un momento di intimità, squilla il telefono e alla segreteria telefonica risponde Lila che si scusa per essersi quasi fatta scappare il segreto su sua madre e poi comincia a parlare del loro viaggio e sul fatto di aver dormito insieme in hotel. Rita rimane spiazzata e pensando che l'abbia tradita lo lascia dopo essersi sfuriata con lui. Mentre Debra è fuori con Gabriel, si mostra un po' giù di morale perché sembra che Lundy l'abbia rimpiazzata con Dexter. Gabriel nota che Debra stravede per Lundy e pensa che la ragazza abbia un'evidente cotta per il suo capo. Dexter non se la passa molto bene dovendo conciliare la sua nuova vita senza Rita e il dover risolvere il problema delle videocamere. Quando Debra viene a sapere che Dexter e Rita si sono lasciati, consiglia al fratello di sistemare le cose. Debra riceve una chiamata da Lundy, ci sarà una riunione e la presenza di Dexter è espressamente richiesta. Dexter è preoccupato. Lundy dice che il fervore della stampa nei confronti del Macellaio si è rivoltato contro di loro e ora c'è un imitatore giustiziere a piede libero. Addirittura ci sono degli annunci sul giornale di gente che richiede l'intervento del Macellaio e Lundy dice che la gente pensa che sia il loro Batman personale. Lundy è preoccupato e se l'imitatore farà una vittima, toglierà il caso alla Polizia di Miami e se ne occuperanno solo i federali. Angel dice di aver trovato un sospetto, un uomo la cui madre è stata ferita dalla vittima del finto Macellaio. Dexter sorprende Doakes ascoltare i nastri dell'interrogatorio di sua madre, e quando gli intima di andare via, Doakes gli dice di aver scoperto che la storia dei tossicodipendenti anonimi è una montatura. Dexter, esausto, gli dice di non intromettersi e poi va da LaGuerta con l'intenzione di sporgere denuncia su Doakes. LaGuerta vuole parlare con Doakes prima che Dexter inoltri la denuncia facendo perdere il posto al collega. Dexter trova sfogo da Lila che approfitta della sua debolezza per sedurlo e portarlo a letto. Poco dopo però Dexter riceve una chiamata da Rita che sembra volerlo perdonare. Lui accetta di incontrarla dopo il lavoro. Intanto LaGuerta va a parlare con Doakes e lo mette in guardia dalla possibile denuncia da parte di Dexter; lui insiste dicendogli che Dexter sta nascondendo qualcosa e che è pericoloso, ma LaGuerta gli consiglia di mettere da parte questa sua ossessione. Batista porta in centrale l'emulatore del Macellaio e Lundy cerca Dexter affinché assista all'interrogatorio, ma si accontenta dell'aiuto di Masuka. Il sospetto, Olson, viene interrogato con il suo avvocato. Non ha un lavoro, né una ragazza né un alibi e sembra essere piuttosto ostile. Olson dice che hanno bisogno di prove per incriminarlo e Lundy promette che se ne occuperanno. Dexter vede i video di sorveglianza del suo molo ed è preoccupato perché presto comparirà anche lui in quel video, così attiva l'allarme antincendio, per fare evacuare l'edificio, e cancella il pezzo di video che lo riprende.
Per evitare che la polizia di Miami perda il caso, Dexter va a casa di Olson, alla ricerca di una prova, così che Lundy lo possa incriminare e scopre che il ragazzo ha una stanza piena di ritagli di giornale sul Macellaio. Olson entra in stanza e Dexter lo sorprende alle spalle e gli intima di confessare. Olson dice di averne uccisi altri, uno spacciatore e un collega. Dexter mostra a Olson il modo corretto di preparare una stanza pulita per gli omicidi. Olson dice a Dexter di essere lui a ispirarlo, e lui ribatte che lui non è il Macellaio, non è un modello da seguire e gli fa una breve lista di tutte le complicazioni che sono nate attorno a lui. Gli dice che non sente il bisogno di ucciderlo, ma che lo farà comunque.
L'FBI e la polizia si recano al container dove la vittima del finto macellaio era sfuggita. Lì vi trovano i resti di Olson. Il Macellaio ha lasciato lì i resti come avvertimento per i prossimi futuri emulatori. Debra va a cercare Lundy, preoccupata che tolga loro il caso, ma lui le assicura che non lo farà e, intuendo il motivo della "gelosia" di Debra, le assicura che chiede l'aiuto di Dexter solo perché non sopporta Masuka. Deb, sollevata, lo abbraccia. Dexter va da Rita e lei gli dà l'opportunità di spiegarsi. Lui dice che Lila è andata a Naples con lui in qualità di sponsor perché voleva trovare l'uomo che ha ucciso sua madre, ma Rita rimane delusa dal fatto che lui abbia scelto Lila per accompagnarlo a Naples invece che lei, la sua ragazza. Rita chiede se davvero avessero camere separate e non abbiano fatto sesso. Dexter dice di non essere andata a letto con Lila, non quella notte. A quel punto Rita lo caccia chiudendo definitivamente con lui.
- Guest star: JoBeth Williams (Gail Brandon), Silas Weir Mitchell (Ken Olson), Salvator Xuereb (John Henry), Jaime Murray (Lila Tournay), Keith Carradine (Agente Speciale Frank Lundy).

## Quella notte successe di tutto
- Titolo originale: That Night, a Forest Grew
- Diretto da: Jeremy Podeswa
- Scritto da: Daniel Cerone

### Trama
Dexter porta avanti la sua passionale relazione con Lila, trovando in lei finalmente qualcuno capace di capirlo. Alla centrale scoprono che il Miami Tribune ha ricevuto un manifesto di 32 pagine, probabilmente scritto direttamente dal Macellaio. In realtà è stato Dexter a scrivere e mandare quel documento al giornale per mandare fuori strada Lundy e il suo team. Intanto LaGuerta continua ad intimare a Doakes di lasciar stare Dexter, altrimenti sarà costretta a prendere provvedimenti. Dexter fa visita a Camilla al dipartimento dei registri e la donna gli rivela che Doakes è andato da lei e le ha chiesto la cartella col caso dell'omicidio della madre di Dexter. Camilla gli ha detto la stessa cosa che inizialmente disse a Dexter (che quelle cartelle sono archiviate negli scantinati del Municipio) e Doakes si è arrabbiato tantissimo, tanto da farla spaventare. Intanto Lundy sta riguardando le foto del caso e Debra chiede una copia del manifesto per lavorarci.
Sulla scena del crimine, Dexter sta scattando delle foto a Wilson, il patrigno della vittima, che si dichiara innocente. Dexter gli crede in quanto le macchie di sangue sulla camicia dell'uomo non indicano segni di violenza. Doakes però crede che il patrigno sia il colpevole siccome viene a sapere che non andava d'accordo con la figliastra e che i vicini li hanno sentiti litigare quella mattina. Così chiede conferma a Dexter che, per vendicarsi delle molestie subite dal collega, gli mente e dà la conferma che l'uomo sia colpevole mentre nel rapporto ematico che consegna a LaGuerta scrive che in realtà Wilson è innocente. Mentre se ne va, riceve una chiamata da Lila che gli comunica di aver venduto una delle sue opere e lo invita a festeggiare in un ristorante di lusso. Dexter assieme a Lila ha proprio la sensazione di avere il controllo della propria vita.
Intanto Cody, il figlio di Rita, sta ripassando la sua ricerca sull'Arabia Saudita con Gail la quale è molto infastidita perché Cody non si espone bene, ma in realtà il bambino è agitato perché vuole che Dexter sia presente alla sua esposizione.
Nel frattempo Lundy consiglia alla sua squadra di studiare a fondo il manifesto. Angel trova alcuni riferimenti letterari e Lundy ne è impressionato al punto da pensare che il manifesto aveva come unico scopo di creare il caos e rallentare le indagini: sospetta che il Macellaio possa essere uno appartenente alle forze dell'ordine. Debra torna a casa di Dexter e quando scopre che ha una relazione con Lila si arrabbia col fratello. Intanto Doakes sta ancora cercando di provare che il signor Wilson abbia ucciso la sua figliastra e La Guerta non riesce a capire perché il sergente ancora insiste se il rapporto sul sangue esclude il signor Wilson, così interviene pensando che Doakes possa avere seri problemi. Dopo aver rilasciato Wilson, rimprovera Doakes il quale dice di non aver mai avuto il rapporto sul sangue e capisce che Dexter gli ha teso una trappola, ma LaGuerta dice che è patetico dare la colpa a lui.
Dexter trova Doakes nel suo laboratorio che ricomincia a minacciarlo ma questa volta Dexter, anziché fingere la parte della vittima, gli tiene testa e gli dice che lui sarà sempre un passo avanti, poi gli dà una testata ed esce furtivamente dalla stanza consapevole che Doakes tenterà di assalirlo. Poco dopo Doakes lo raggiunge e lo aggredisce davanti a tutti, costringendo LaGuerta a sospenderlo in attesa di un'inchiesta da parte degli Affari Interni. Grazie a ciò Dexter riesce a liberarsi di Doakes e successivamente prepara le sue contromosse per depistare i federali. Debra capisce di essere innamorata di Lundy e rompe con Gabriel che non prende bene la scelta della ragazza. Durante il turno di lavoro Deb approfitta della pausa pranzo per confessare i suoi sentimenti a Lundy e baciarlo. Dexter riceve una chiamata da Cody che lo invita alla presentazione della sua ricerca sull'Arabia Saudita, ma la chiamata viene interrotta da Gail. A questo punto Rita, vedendo che la madre controlla troppo sia la vita dei bambini che quella di Rita stessa, decide di cacciarla di casa la mattina dopo. Dexter decide di andare a vedere Cody e pensa di trascorrere una giornata con Rita e i ragazzi. Più tardi riceve una chiamata da Lila, ma la rifiuta, così la ragazza cerca di porre le attenzioni di Dexter su sé stessa dando fuoco alla casa, facendolo sembrare un incidente. Lila richiama e dice a Dexter dell'incendio, così lui corre subito in suo soccorso e fingendosi impaurita gli fa promettere di non lasciarla mai sola.
- Guest star: JoBeth Williams (Gail Brandon), Margo Martindale (Camilla), Dale Midkiff (Mr. Wilson), S.A. Griffin (Don of Miami Tribune), Jaime Murray (Lila Tournay), Keith Carradine (Agente Speciale Frank Lundy).

## Chiudere i conti
- Titolo originale: Morning Comes
- Diretto da: Keith Gordon
- Scritto da: Scott Buck

### Trama
Lila passa molto tempo da Dexter, e tra lei e Debra c'è molta tensione. Intanto Dexter trova uno dei giocattoli di Cody nella sua borsa e pensa di doverglielo restituire, ma Lila cerca di mettergli in testa l'idea che il bambino lo voglia controllare. Dexter pensa che a volte Lila esageri, così va a trovare i bambini portandogli delle ciambelle, anche se Rita vuole che lui stia lontano dalla sua vita. Alla stazione di polizia Lundy presenta alcuni nuovi agenti al team che sta lavorando al caso del Macellaio di Bay Harbor; e comunica loro che sono sotto inchiesta per gli omicidi.
Dexter è molto preoccupato per la situazione poiché teme che Lundy possa scoprirlo. LaGuerta comunica a Doakes che ha un lavoro da offrirgli e lo invita per un colloquio. Lila chiede a Dexter di aiutarla a mettere in ordine la casa dopo l'incendio e dai resti bruciati nota che l'incendio ha avuto diversi punti di origine, il che lo induce a pensare che Lila abbia dato fuoco alla casa di proposito. 
Lundy si congratula con Dexter per essere stato così meticoloso con i rapporti che ha scritto sui 4 casi del macellaio di Bay Harbor su cui ha lavorato, ma gli fa notare che il rapporto sul sangue scritto sul caso di Rodrigo è sbagliato, però Dexter riesce a giustificarsi dicendo che quando stava lavorando a quel caso era sovraccarico di lavoro e ha trascurato alcune cose. Intanto Debra e Angel stanno riesaminando il caso e pensano bene di interrogare il vicino di casa di Rodrigo, che si rivela essere l'occhio vigile del suo vialetto a livello maniacale, tanto da appuntarsi tutto quello che succede, così dà agli agenti il block notes in cui ha scritto cosa è successo il giorno in cui Rodrigo è scomparso e scoprono che è salito su una macchina della quale è segnato anche il numero di targa. Debra confessa a Dexter che frequenta Lundy, ma questa notizia non lo colpisce e pensa che la sorella voglia sedurre il suo superiore solo per fare carriera. Questo però manda su tutte le furie Debra che gli rinfaccia la sua relazione con Lila, definendola una volgare vampira inglese. Mentre Deb si reca al suo appuntamento romantico con Lundy, Dexter trascorre, assieme ai colleghi e Lila, la serata al bowling, al termine della quale viene aggredito da Jiminez con un coltello che lo ferisce al braccio. Fortunatamente i colleghi di Dexter intervengono in tempo e inseguono l'uomo, ma non riescono a raggiungerlo e se lo lasciano sfuggire. Lila rassicura Dexter dicendogli che si prenderà cura di lui e che qualunque cosa accada l'affronteranno insieme.
Intanto Cody chiede alla madre se Dexter verrà a colazione, ma lei confessa di non stare più insieme a Dexter. LaGuerta dice a Doakes che un suo amico che lavora nella sicurezza è rimasto impressionato da lui e vorrebbe offrirgli un lavoro, così lui accetta di incontrarlo la sera stessa. Intanto Dexter sente sempre di più il desiderio di uccidere il killer di sua madre, e si rende conto che gli mancano le sensazioni che provava quando uccideva. Così sale sul suo furgone e segue Jiminez, finendo in una palude dove si trova la sua capanna, nelle Everglades, in cui nasconde la droga. Appena Jiminez entra nella capanna, Dexter accende la radio della sua auto per farlo uscire e colpirlo di sorpresa, iniettandogli l'anestesia. Intanto Lila arriva alla stazione di polizia per cercare Dexter, ma Debra le dice che il fratello non è rimasto a lavorare fino a tardi come le aveva fatto credere e Lila pensa che Dexter la stia tradendo. Nel frattempo Doakes preferisce saltare l'incontro di lavoro per entrare nell'appartamento di Dexter e frugare tra le sue cose in cerca di indizi che possano rivelargli il suo segreto: riesce a trovare la raccolta di vetrini di sangue delle vittime di Dexter. Mentre Debra cerca il proprietario della macchina su cui è salito Rodrigo il giorno in cui è scomparso, riesce finalmente a ottenere un nome: Charlie Lewis, uno spacciatore di New York, che è stato arrestato prima della scomparsa di Rodrigo e la sua auto è stata sequestrata per prove dalla Polizia di Miami. Lundy, Angel e Debra non hanno dubbi: il Macellaio di Bay Harbor è uno di loro. Lundy chiede ai suoi colleghi di tenere segreta l'informazione per il momento e di indagare per cercare il colpevole. Jiminez si sveglia legato nella plastica e Dexter inizia il suo rituale: prende il suo sangue per la sua collezione di vetrini e questa volta lo uccide con una motosega, proprio come Jiminez fece con la madre.
Intanto Rita torna a casa con i bambini e trova la porta aperta pensando fosse passato Dexter, così lo chiama dato che lui è l'unico ad avere la chiave. Dexter, ancora intento a fare a pezzi il corpo di Jiminez, nota che tra le sue chiavi manca quella dell'appartamento di Rita e, temendo che qualcuno possa farle del male, la raggiunge subito lasciando i resti della vittima nella capanna. Dexter ha capito che è stata Lila, infatti va da lei per riprendersi la chiave. Inoltre lei confessa di aver chiamato Jiminez (che a sua insaputa lo ha poi aggredito nel parcheggio del bowling), solo perché questa cosa avrebbe potuto avvicinarli di più. Dexter si rende conto che Lila è più pericolosa di quanto mai sarà la sua dipendenza e le ordina di stare lontano da lui e da Rita, o lei vedrà il mostro che è dentro di lui.
- Guest star: Tony Amendola (Santos Jimenez), Bruce Weitz (Lenny Asher), Jaime Murray (Lila Tournay), Keith Carradine (Agente Speciale Frank Lundy).
- Curiosità: Questo episodio rappresenta il programma più visto nella breve storia della rete televisiva Showtime[1].

## La resistenza è inutile
- Titolo originale: Resistance is Futile
- Diretto da: Marcos Siega
- Scritto da: Melissa Rosenberg

### Trama
Dexter sogna di trascinare il cadavere di Jimenez, l'uomo che ha ucciso la sera prima, nella centrale di polizia. In realtà è molto preoccupato per aver lasciato il corpo della sua vittima in un posto non sicuro perché teme che Lundy possa scoprirlo. Dexter si scusa ancora con Rita e le confessa di essersi davvero pentito di averla tradita, il che è molto raro per lui e ammette che Lila è stato il più grande errore della sua vita. Le sue scuse significano molto per Rita, ma ancora non se la sente di averlo di nuovo nella sua vita. Nel momento in cui Dexter va a prendere il corpo di Jiminez, si accorge in tempo di avere l'FBI alle calcagna e cambia strada per recarsi al lavoro, dove viene a sapere che ormai Lundy è convinto che il Macellaio di Bay Harbor è uno della polizia di Miami, motivo per cui l'FBI controlla tutti i dipendenti del distretto. All'improvviso rivive un flashback in cui si vede Harry che porta Dexter ad assistere a un'esecuzione sulla sedia elettrica quando era solo un ragazzo, e capisce che quella sarà la sua sorte semmai dovessero scoprirlo. Lundy pensa che dovrebbe rendere pubblica la sua relazione con Debra, ma lei preferisce tenerla segreta per evitare le critiche dei colleghi. Intanto LaGuerta chiama Doakes, ma lui rifiuta la chiamata e lei gli lascia un messaggio in segreteria arrabbiandosi per non averla incontrata la sera prima. In realtà Doakes è all'aeroporto per andare a Port-au-Prince, dove ha rintracciato un vecchio amico, ora agente di viaggi, e ha bisogno di accedere al laboratorio dell'ospedale haitiano per analizzare il sangue dei vetrini che gli farà recapitare con la barca per evitare i controlli doganali. L'FBI sta ancora lavorando nell'ufficio di Dexter, che nel frattempo pensa a come nascondere i suoi vetrini, i suoi "strumenti" e la sua ultima vittima. Alla centrale arriva Lila che prova a far ingelosire Dexter provandoci con Angel che sembra molto attratto dalla donna. Dexter gli dice che deve stare attento a Lila, in quanto fuori di testa, ma Angel non gli dà retta. Lila minaccia Dexter di trascorrere la serata assieme a lei e i colleghi, altrimenti rivelerà i suoi segreti. Lui accetta e una volta rimasti soli le ricorda che tra loro è finita, ma lei insiste nel voler stare insieme.
Quando Dexter torna a casa, scopre che i suoi vetrini sono spariti e subito pensa che possa essere stato Lundy ad averli trovati. Inizia a temere seriamente il peggio quando i federali bussano alla sua porta e lo scortano da Lundy che gli rivela che il sospettato è Doakes in quanto molti indizi portano a lui: il ritrovamento dei vetrini di sangue nella sua auto, il fatto che suo padre fosse un macellaio, il suo passato che include frequenti sparatorie e la sua forza bruta sul lavoro lo rendono un sospettato. L'FBI pensa che quei vetrini contengano il sangue delle vittime del Macellaio di Bay Harbor e ora ha bisogno di certezze, quindi Lundy gli chiede di analizzare i vetrini e vedere se il sangue coincide con le vittime. Inoltre Lundy è preoccupato per Dexter siccome ricorda che Doakes aveva un comportamento morboso nei suoi confronti, così Dexter coglie la palla al balzo e rivela l'atteggiamento intimidatorio che Doakes esercitava su di lui, cosa che convince Lundy ad assegnare a Dexter una scorta. Quando alla centrale si diffonde la notizia che Doakes sia il sospettato, LaGuerta si rifiuta di credere che il suo collega, ex partner, sia il Macellaio di Bay Harbor e si propone di investigare per testimoniare la sua innocenza. Nel frattempo Doakes chiama LaGuerta che lo mette al corrente della situazione e gli consiglia di tornare alla centrale e dire la verità, ma lui che è troppo impegnato per cercare le prove che possano incriminare Dexter decide di mentire alla collega non rivelandole delle sue indagini che sta facendo sull'ematologo. Poi le dice che non la contatterà finché non avrà trovato la prova di cui ha bisogno.
Dexter passa un po' di tempo lavorando sui propri vetrini; prende i campioni di sangue necessari e si chiede se i suoi crimini riusciranno o meno a ricadere su Doakes. Intanto riceve una telefonata da Rita che ammette di provare ancora qualcosa per lui e le farebbe piacere vederlo per parlarne.
Adesso che i federali controllano l'appartamento di Dexter 24 ore al giorno, Dexter deve trovare il modo di sbarazzarsi del cadavere di Jimenez. Così scappa di casa dalla finestra del bagno e prende la barca per andare nella capanna dell'Everglades dove raccoglie i pezzi del corpo di Jiminez con l'intenzione di gettarli in mare. Uscendo dal capanno, all'improvviso viene sorpreso da Doakes che aveva attaccato un GPS sua alla barca per seguirlo. Doakes capisce che Dexter è il Macellaio di Bay Harbor e lo minaccia con una pistola affinché lui si costituisca, ma l'ematologo riesce a fermalo beccandosi però una ferita alla gamba e decide di catturare Doakes il quale si sveglia in una cella all'interno della capanna. Per la prima volta Dexter non sa cosa fare.
- Guest star: Geoff Pierson (Capitano Tom Matthews), Peter Macon (Leonis), Tony Amendola (Santos Jimenez), Devon Graye (Dexter adolescente), Brian Scolaro (Assistente di laboratorio), Jaime Murray (Lila Tournay), Keith Carradine (Agente Speciale Frank Lundy).

## Ombre sulla morte di Harry
- Titolo originale: There's Something About Harry
- Diretto da: Steve Shill
- Scritto da: Scott Reynolds

### Trama
Dexter è alla capanna nell'Everglades e sta cercando di medicarsi la ferita alla gamba, mentre Doakes chiuso in cella gli dice che se non ha intenzione di lasciarlo andare, è meglio che lo uccida. Per la prima volta Dexter e Doakes hanno un confronto e si accusano a vicenda per essere degli assassini. Dexter afferma che usa il codice morale insegnatogli dal padre adottivo per eliminare gli assassini e i pedofili e gli stupratori e che non ha mai chiesto nulla se non essere lasciato in pace. Doakes non vuole sentire ragioni ritenendo che debba essere la legge a occuparsene e che lui uccide solo per necessità ma Dexter non la vede così infatti sono tutte scuse con cui Doakes nega la verità dei fatti e che se lui non facesse ciò che fa molte vite innocenti sarebbero state in pericolo. Dexter decide di non uccidere Doakes ma sa che dovrà fare qualcosa al riguardo. 
Alla Centrale Lundy e Debra scoprono che LaGuerta ha ricevuto una chiamata da Doakes subito dopo che hanno emanato il mandato. Anche se non avrebbero potuto rintracciarlo in quanto la chiamata è durata poco, Lundy dice che LaGuerta avrebbe dovuto dare loro la possibilità di farlo, altrimenti avrebbe rischiato di passare per sua complice.
Intanto Dexter rientra nel suo appartamento passando dalla finestra del bagno. È molto confuso, non sa cosa fare con Doakes: non può ucciderlo perché va contro il codice di Harry siccome non è un vero assassino e non può liberarlo perché lo accuserebbe. All'improvviso rivive un flashback in cui lui, Debra e suo padre si trovano sulla scena del crimine. Harry dice a Dexter di sapere chi è l'assassino, Juan Ryness, uno stupratore di studentesse. Il ricordo viene interrotto dalla visita di Rita che invita Dexter a trascorrere del tempo con lei. Intanto Lundy mostra alla squadra i quattro pseudonimi registrati presso il Dipartimento della Difesa durante il periodo di servizio di Doakes nelle forze speciali. Hanno segnalato questi nomi per il loro mandato di cattura, quindi se userà uno di questi ne saranno informati. Lundy chiede a Dexter di aggiornarlo sull'analisi dei vetrini: il sangue di 18 di quei vetrini appartengono alle vittime del Macellaio, 12 dei quali sono criminali presenti nel database, che sono misteriosamente scomparsi. Angel dice che ciascuno dei 12 ha ucciso almeno una volta, quindi stanno cercando ogni legame che potrebbe esserci tra i loro casi e il sergente Doakes. LaGuerta viene a sapere delle identità delle 12 vittime del Macellaio e comincia a indagare per vedere se i criminali uccisi fossero legati ai casi di Doakes. Intanto Doakes cerca in tutti i modi di liberarsi e vede che davanti alla cella c'è un tavolo sul quale Dexter ha lasciato gli effetti personali di Jimenez e tra questi nota un telefonino che squilla, che cerca di prendere afferrandolo con la sua cintura. Debra scopre che suo fratello vive sotto scorta e si arrabbia quando viene a sapere che Dexter ha chiesto a Lundy di sospendere il regime di protezione. Lei è preoccupata perché sa che Doakes odia Dexter e il fatto che sia un killer non migliora le cose. Dexter le dice che se Doakes avesse voluto ucciderlo, sarebbe già morto, in quanto non è tanto stupido da esporsi solo per rancore.
Dexter torna a far visita a Doakes che, appena lo sente arrivare, lancia la sua camicia sul tavolo per coprire il telefonino. Dexter prima si mostra gentile offrendogli dell'acqua e poi gli dice che dovrà ucciderlo perché ha valutato che entrambi sono degli assassini ma che nelle loro vite private chi ha da perdere di più è Dexter stesso perché sa che se Rita e i bambini che ha imparato ad amare e sua sorella che lo adora venissero a sapere della sua vita segreta da vigilante ne rimarrebbero sconvolte e non può permettere che avvenga mentre Doakes al suo contrario nella sua vita privata non ha nulla da perdere. Ad un certo punto, Dexter sente il suono di un messaggio del cellulare che Doakes cercava di prendere e trova il telefonino di Jimenez sotto la camicia del collega. Di conseguenza capisce che Doakes sta cercando di scappare e deve stare molto attento. A un certo punto Doakes comincia a provocarlo affinché lui apra la cella per riuscire a fuggire, ma l'ematologo confessa di avergli messo del sonnifero nell'acqua e, prima che faccia effetto, Doakes gli dice di sapere delle verità su suo padre, stuzzicando così la curiosità di Dexter che adesso non vuole più ucciderlo per saperne di più, ma non fa in tempo in quanto il collega cade in un sonno profondo. Dexter a quel punto ha un'idea che gli può evitare di ucciderlo e incastrarlo quando verrà trovato dall'FBI e ne approfitta per lasciare le impronte di Doakes sui suoi strumenti da "Macellaio". Poi getta gli arnesi in un molo dove fanno lezioni di sub in modo che possano essere ritrovati e consegnati alla polizia che troverà le impronte di Doakes. In questo modo quando l'FBI troverà gli arnesi che usa per i suoi delitti potrà usarli per incastrare Doakes e arrestarlo e che anche se Doakes lo denunciasse sarebbero solo gli sproloqui di un pazzo che odia Dexter e nessuno gli darebbe credito. In un altro flashback Dexter ricorda che durante il compleanno di Debra, il capitano Tom Matthews (all'epoca tenente) comunica a Harry che Ryness, lo stupratore, è riuscito a sfuggire alla giustizia. Harry, arrabbiatissimo, rompe una bottiglia di birra e in un secondo momento dice a Dexter di occuparsi personalmente del criminale. Intanto Debra è preoccupata perché viene a sapere che appena il caso del Macellaio sarà risolto, Lundy verrà trasferito e pensa che questo potrebbe compromettere la loro relazione. Nel frattempo Dexter prende il telefono di Jiminez e legge una serie di messaggi in cui capisce che qualcuno cerca lo spacciatore che è mancato a un incontro. Dexter decide di fare ricerche sull'uomo che manda questi messaggi, e scopre che è un tale di nome Christopher Harlow. Così decide di cercarlo nel database scoprendo che è un latitante con un'accusa di omicidio. Dexter gli manda un messaggio chiedendogli se possono vedersi al capanno, dato che se sapesse dell'esistenza dello stesso potrebbe essere un problema in quanto tiene in ostaggio Doakes, ma Harlow fortunatamente risponde di non essere a conoscenza di un capanno.
Dexter pensa ancora a quello che gli ha detto Doakes e vuole assolutamente scoprire se c'è davvero qualcosa che non sa su Harry, così torna da Doakes per chiedere chiarimenti ma lui. per prendere tempo, finge di non ricordare. Alla fine confessa di aver indagato sul passato di Dexter e ha trovato qualcosa che non avrebbe dovuto vedere e che riguarda la morte di Harry. Dexter sa che è morto per problemi cardiaci, il che non è un mistero, ma Doakes dice che c'è molto di più e lo tiene sulle spine. Allora Dexter decide di parlare con il capitano Matthews per sapere la verità sulla morte di Harry, ma nonostante il capitano gli rivela quello che sa già, alla fine confessa che l'autopsia ha rilevato un'overdose per la medicina che Harry prendeva per il cuore; dunque il tutto fa pensare a un suicidio. Inoltre gli rivela che Harry lo ha chiamato la sera prima che morisse dicendogli di badare ai suoi figli. Dexter è scosso e non riesce a capire perché suo padre si sia tolto la vita. La Guerta mostra a Lundy dei documenti che provano l'innocenza di Doakes in cui si parla di un appostamento che c'è stato quando loro erano partner. Lei e Doakes sono rimasti in un albergo 24 ore al giorno per due settimane, e quindi questo prova la sua alibi. Lundy dice che non può utilizzare quei documenti, perché la credibilità di La Guerta è stata compromessa da quando lei non ha detto della chiamata di Doakes.
Nel frattempo Dexter e Rita trascorrono la giornata in spiaggia, mentre Angel gioca con i bambini. Rita nota che Dexter è molto turbato e lui le confessa che ha appena saputo che il padre è morto suicidandosi. Mentre Dexter è sulla via del ritorno, arriva un messaggio sul cellulare di Jimenez in cui Harlow dice di aver scoperto dove è il suo capanno e che ci andrà presto perché rivuole la sua droga. Dexter gli risponde dicendo che la droga è nel bar di Jiminez e può andarla a prendere tra un'ora. In realtà è una trappola per catturare il criminale. Mentre Deb e Lundy sono a pranzo, lui riceve una chiamata e le dice che c'è una segnalazione su uno degli pseudonimi di Doakes da un autonoleggio. Intanto Lila riesce a sedurre Angel e lo porta a letto, poi di nascosto prende il Roipnol, una droga da stupro, per mettere nei guai l'amico di Dexter. La ragazza perde i sensi e Angel chiama i soccorsi.
Dexter torna al capanno trascinando Harlow privo di sensi e dice a Doakes che è un assassino e che dovrà ucciderlo. Doakes cerca di convincerlo a non farlo, ma lui copre la cella con un telone di plastica scuro per non fargli vedere ciò che farà per non terrorizzarlo sapendo che non è una cosa facile da digerire e inizia il suo rituale che spaventa Doakes appena vede il sangue schizzare sul telone. Una volta finito, Doakes è sconvolto e chiede a Dexter di stargli lontano. Queste parole non sono nuove per Dexter e inizia a ricordarsi di quando lui uccise Ryness pensando di far felice suo padre, ma lui gli disse di stargli lontano, spaventato dal mostro che aveva creato e Dexter si sente in colpa perché pensa di essere lui la causa del suicidio di Harry.
- Guest star: Geoff Pierson (Capitano Tom Matthews), Tony Amendola (Santos Jimenez), Jaime Murray (Lila Tournay), Keith Carradine (Agente Speciale Frank Lundy), Peter Macon (Leonis), Devon Graye (Dexter Adolescente), Bryan Scolaro (Assistente di laboratorio).

## Prossima svolta a sinistra
- Titolo originale: Turn Left Ahead
- Diretto da: Marcos Siega
- Scritto da: Scott Buck, Tim Schlattmann

### Trama
Dexter continua a pensare a suo padre e che lui sia la causa della sua morte. Doakes gli chiede se vuole confidarsi con lui sulla morte di Harry e approfitta del suo momento di debolezza per cercare di plagiarlo per farsi liberare e convincerlo a costituirsi con la promessa di aiutarlo a superare i suoi problemi. Ma quando Dexter gli dice che ora agirà senza il suo codice, che tutte le cose che gli ha insegnato Harry sono stupidaggini e quello purtroppo è l'unico modo di vivere che lui conosce, Doakes è preoccupato per la sua sorte perché vede che Dexter non può controllare quel male che è dentro di lui. A un certo punto Dexter riceve una chiamata dal dottor Hill per informarlo che Lila è al pronto soccorso in arresto respiratorio e gli consiglia di accorrere al più presto in quanto c'è una complicazione legale, di cui non può discuterne al telefono. Mentre Dexter sta percorrendo il corridoio dell'ospedale, ricorda di quando Debra, percorrendo il corridoio in lacrime, gli disse che Harry era deceduto. Il dottor Hill comunica a Dexter che hanno trovato del Roipnol nell'organismo di Lila; diverse escoriazioni e una ferita dietro la testa, il che fa pensare che la ragazza sia stata violentata da Angel. Dexter afferma che non è possibile in quanto conosce bene Angel, ma il dottore gli rivela che Lila non ricorda niente di ciò che è successo e ha richiesto un esame per lo stupro. Dexter capisce che Lila vuole mettere in pericolo i suoi amici e quando va a farle visita, la ragazza vuole far credere di esser stata violentata ma Dexter le dice che se sta escogitando un modo per farlo riavvicinare questo non funzionerà. Lila gli promette di non denunciare Angel a patto che lui tornerà da lei, ma Dexter le intima una volta e per tutte di lasciarlo in pace. Intanto Angel è preoccupato, perché potrebbe perdere il lavoro e la fiducia della sua ex moglie. 
Debra e Lundy vengono avvisati del ritrovamento degli attrezzi del Macellaio che Dexter ha gettato in mare e che le impronte rilevate sono quelle di Doakes. Ma La Guerta continua a non credere che il suo collega sia un killer spietato. Inoltre si viene a sapere che Doakes è stato ripreso da una telecamera di sorveglianza di una stazione di servizio fuori dall'autostrada 41, a sud est di Naples. Questo porta gli agenti a pensare che Doakes stia scappando dal paese. Nel frattempo arriva un mandato di arresto per Angel da parte di Lila che lo ha denunciato per molestie sessuali. Appena Debra viene a saperlo si arrabbia e inizia a indagare su di lei per scoprire se ha precedenti e in tal caso vendicarsi. Intanto Doakes riesce a scappare dal capanno, ma trova difficoltà ad allontanarsi dalla palude. A un certo punto vede una barca e urla per chiedere aiuto. I suoi soccorritori lo accolgono e Doakes ingenuamente dice di essere un poliziotto e racconta di essere stato prigioniero per due giorni in una capanna. Sfortunatamente coloro che lo hanno salvato sono malviventi e appena Doakes dice di essere un poliziotto viene aggredito. Mentre Dexter torna alla capanna trova la porta aperta e comincia ad agitarsi al sol pensiero che Doakes sia riuscito a scappare. A un certo punto sente delle voci: sono dei malviventi che tengono in ostaggio Doakes e che stanno entrando nella capanna per ritirare la droga. Dexter si nasconde, ma Doakes lo vede e gli fa segno di distrarre i criminali per liberarlo. Fortunatamente riescono nell'intento, ma subito dopo Dexter punta una pistola contro Doakes per rimetterlo in cella. Questa volta però gli promette che non lo ucciderà e decide di prendersi un giorno di tempo se andare a costituirsi oppure proseguire col suo piano.
Intanto Angel è preoccupato per la sua situazione e Debra cerca di dargli il suo appoggio. Chiede a Lundy di accedere al database per fare una ricerca su Lila, ma non riscontra risultati che riguardano precedenti, multe o documenti, così si rende conto che Lila abbia mascherato la sua identità sotto falso nome. L'unico modo per risalire alla sua vera identità è rilevare le sue impronte, così grazie all'aiuto di Angel che porta a Masuka il suo microonde, toccato da Lila, da analizzare riescono ad ottenere quello che volevano. Scoprono che il vero nome della ragazza è Lila West e che il suo visto è scaduto due anni fa, in questo modo possono cacciarla dal paese e far cadere le accuse contro Angel. Debra viene a sapere che una volta chiuso il caso Lundy andrà a Washington e sa che ormai è solo questione di giorni prima che la loro storia finisca. La Guerta va ad Haiti per sapere cosa stesse facendo Doakes e comunica a Lundy che l'agente di viaggi con il quale ha parlato Doakes dice che il poliziotto cercava un laboratorio per analizzare i vetrini. La Guerta ha anche una lista delle missioni dei corpi speciali alle quali Leones è sicuro che Doakes abbia partecipato e due di queste non coincidono con la tempistica degli omicidi del Macellaio. Lundy non crede che Leones sia affidabile, ma vale la pena continuare a indagare. Dexter ritenendo di non poter avere un futuro decide di costituirsi e fa redigere un testamento in cui nomina Debra sua erede e trascorre la giornata con Rita e i bambini per una gita in barca per dare loro un ultimo addio felice prima di costituirsi, Lila ruba il GPS dall'auto di Dexter e indaga sulle destinazioni precedenti che la portano alla capanna nell'Everglades. Quella sera Dexter invita Debra a casa da lui per trascorrere un'ultima serata con sua sorella volendo che sia lei ad arrestarlo ma prima le fa una domanda ovvero come abbia fatto a uscire dal suo torpore emotivo dopo che fu rapita da Brian. Debra gli dice semplicemente che aveva persone che gli volevano bene come Dexter che l'ha fatta restare al suo fianco l'ha fatta sentire al sicuro e che grazie a ciò l'ha superato accettando ciò che era senza averne paura. Ciò ridà fiducia a Dexter e capisce che non può farsi condizionare da Doakes realizzando che lo stava plagiando usando il suo dolore per la morte del padre adottivo e che ci sono persone che gli vogliono bene e che lo accetteranno e che forse un giorno potrà dire loro la verità senza che ne abbiano paura e lo accettino come eroe ma che fino a quel giorno dovrà lottare per loro continuando a proteggere gli innocenti e gli indifesi. Dexter decide di proseguire con il suo piano di incastrare Doakes una volta per tutte e tirarsi fuori da quella situazione definitivamente. Nel frattempo Debra riceve una chiamata e dice a Dexter che la macchina a noleggio di Doakes è stata trovata e quindi devono andare in centrale, ma Dexter pensa di dover fare in modo che non trovino Doakes imprigionato.
- Guest star: Geoff Pierson (Capitano Tom Matthews), Peter Macon (Leonis), Jonathan Banks (Direttore FBI Max Adams), Tony Colitti (Dr. Hill), Jaime Murray (Lila Tournay), Keith Carradine (Agente Speciale Frank Lundy).

## L'invasione britannica
- Titolo originale: The British Invasion
- Diretto da: Steve Shill
- Scritto da: Daniel Cerone, Melissa Rosenberg

Grazie al navigatore di Dexter, Lila arriva alla capanna dove è rinchiuso Doakes e sta per entrare. Nel frattempo Debra, a casa di Dexter, ha ricevuto una chiamata: ci sono sviluppi su Doakes e sono sul punto di trovarlo; così chiede a Dexter se vuole unirsi alle ricerche, ma questi rifiuta. Ovviamente la polizia non può trovare Doakes ora che è imprigionato, quindi si prepara a raggiungerlo prima che lo facciano loro.
Intanto Lila è riuscita a forzare la serratura della porta della capanna e appena entra trova Doakes in una cella, che ancora una volta chiede il disperato aiuto di qualcuno. Racconta di essere stato rinchiuso lì da un pazzo: il Macellaio di Bay Harbor, e la sua ultima vittima si trova proprio nel capanno, squartata dentro a dei sacchi. Alla richiesta di Lila di sapere chi fosse, Doakes risponde che si tratta di Dexter Morgan. Lila finalmente ha capito il perché dei segreti e del carattere di Dexter e finisce per compatirlo. Doakes rimane incredulo nell'aver incontrato un'altra persona che neanche stavolta lo aiuterà a scappare. Così la ragazza, pensando che il poliziotto sia una minaccia per Dexter, accende una fiamma, apre una bombola di gas e scappa dal capanno. Doakes in preda al panico riesce a raggiungere la chiave per aprire la cella, ma si accorge che la porta è bloccata e, nel tentativo di spegnere il gas, rimane coinvolto nell'esplosione.
Dexter arriva alla capanna e vede le forze dell'ordine e i pompieri in gran subbuglio, viene a sapere che l'esplosione è stata causata da una bombola di propano e che sono stati trovati solo pezzi di un cadavere, a questo punto Dexter si chiede se c'è stato qualche tipo di "intervento divino". Il mattino seguente vengono trovati i resti carbonizzati di un corpo in acqua che, tra lo sgomento dei poliziotti, sembra essere proprio Doakes. Vengono trovati anche coltelli e altri oggetti come quelli che già avevano incastrato Doakes e resti di un altro assassino ucciso e fatto a pezzi, a questo punto tutti sono convinti che il Macellaio sia Doakes.
Dexter ora è libero e finalmente apprezza i lati della vita che poteva perdersi se si fosse costituito, tra cui fare l'amore con Rita, con cui finalmente si riconcilia definitivamente.
Nel frattempo La Guerta sembra non accettare ancora il fatto che Doakes sia un killer, ma Lundy conferma che tutte le prove portavano a lui; quando arriva la conferma che l'uomo morto nell'esplosione del capanno è Doakes, La Guerta piange disperatamente la morte del collega.
Nel laboratorio Dexter e Masuka analizzano ciò che è stato ritrovato nel capanno e Masuka conferma che l'esplosione è stata di natura dolosa. Dexter tra le prove trova il suo navigatore, così capisce che è stata Lila a causare l'incendio. Dexter ha avuto la prova che Lila è un'assassina pericolosa e le tende una trappola per ucciderla. Finge di riconciliarsi con lei, decidono di scappare insieme e si danno appuntamento per il giorno dopo.
Angel viene a sapere che le sue accuse contro Lila sono cadute e Debra gli comunica che comunque Lila lascerà la città in quanto clandestina. Angel la ringrazia affettuosamente per l'aiuto; ma i due vengono interrotti da La Guerta che sta stanziando un fondo in memoria di Doakes: non accetta la sua morte e il fatto che fosse un assassino, Debra la consola e le promette un assegno per il suo fondo.
Dexter frattanto arriva a casa di Lila per partire, portando con sé il suo armamentario da assassino. Una volta entrato, si nasconde per aggredire Lila, ma finisce per aggredire Debra, che era lì per assicurarsi che Lila stesse partendo. Lila li vede e capisce che entrambi erano lì per cacciarla dal paese, cosa che lei fa, ma non prima di aver portato con sé la borsa di Dexter. Una volta in macchina, Dexter chiama Lila scusandosi per l'incidente e dicendo di voler ancora partire con lei.
Debra intanto torna a casa di Lundy, ma questi deve partire per un altro caso. Nonostante ciò, Debra è decisa a seguirlo.
Lila apre la borsa di Dexter e quando vede i suoi attrezzi capisce che lui voleva ucciderla, così decide di vendicarsi. Con il tranquillante seda la baby-sitter di Astor e Cody e rapisce i bambini. Alla centrale Dexter viene a sapere che Lila ha chiesto di lui, poi riceve una chiamata da Rita che gli comunica la scomparsa di Astor e Cody. Rita chiama Debra che decide di non partire con Lundy per aiutarla a trovare i bambini. A casa di Lila, Dexter trova Astor e Cody a guardare la TV, ma appena entra la ragazza, appicca un incendio e sbarra la porta. Dexter riesce a far scappare i bambini attraverso una finestra, ma non riesce a trovare un modo per uscire. Flashback: Dexter e Harry sono davanti a un falò; Dexter non ricorda niente di prima che Harry lo adottasse, Harry dice che ciò che è successo potrebbe segnarlo e spingerlo a uccidere e rimarrebbe così per sempre. Dexter alla fine riesce ad abbattere il muro di legno danneggiato dalle fiamme e a uscire; esausto, viene soccorso da Debra.
Intanto all'aeroporto Lila sta partendo per Parigi. Sul luogo dell'incendio Debra prende in mano la situazione, dà ordini ai pompieri e fa denunciare Lila, che aveva riconosciuto dalla descrizione di alcuni vicini di Rita. Dexter si complimenta per la nuova fiducia in sé stessa di Debra ed è contento che tutto sia tornato al suo posto.
Poi pensa che con tutto quello che ha passato se credesse nell'esistenza di una forza superiore, questa sicuramente vuole che Dexter continui a fare quello che fa, infatti il killer spedisce a Lila una cartolina di saluti da Miami con la foto di Doakes e vola a Parigi per poi ucciderla, ma non senza prima averla ringraziata per averlo aiutato ad accettare sé stesso. Al funerale di Doakes sono presenti solo la madre, le sorelle, LaGuerta, Dexter, e la premiazione degli agenti della task force; Dexter riflette che nessuno lo ringrazierà per quello che fa, ma il nuovo percorso che ha davanti è uguale a quello vecchio, solo che ora non è più il codice di Harry a dominare la sua vita, ma il suo: è lui il maestro ora.
Si procura quindi un nuovo contenitore per i vetrini e pensa che non sta a nessuno dire se lui è buono o cattivo, ma in fondo a chi importa?
- Guest star: Geoff Pierson (Capitano Tom Matthews), Jonathan Banks (Direttore FBI Max Adams), Jaime Murray (Lila Tournay), Keith Carradine (Agente Speciale Frank Lundy).